# Зиневич, Бронислав Михайлович
Бронислав Михайлович Зиневич (1874, Оренбург — не раньше 13 февраля 1922) — русский офицер, участник Первой мировой и Гражданской войн.

## Биография
Поляк. Из мещан г. Оренбурга. Общее образование получил дома. В службу вступил 21.09.1891 г. вольноопределяющимся в Белебеевский резервный батальон. В 1895 году окончил Казанское пехотное юнкерское училище. Служил во 2-м восточно-Сибирском пехотном батальоне (1903). Участник русско-японской войны, командир роты, учебной команды батальона.
На 1 января 1909 года — во 2-м пехотном сибирском резервном Читинском полку, штабс-капитан.
Участник первой мировой войны. С 21 октября 1914 — командир батальона 31-го Сибирского стрелкового полка. С 20 октября 1916 — командир 31-го Сибирского стрелкового полка. С ноября 1916 по ноябрь 1917 — командир 534-го пехотного полка. После революции уволен из армии, уехал в Сибирь.
В белых войсках Восточного фронта; с июня 1918 — командир 1-го Енисейского стрелкового полка, с 26 июля 1918 — начальник 2-й стрелковой дивизии Средне-Сибирского корпуса (с 26.08.1918 1-я Сибирская стрелковая дивизия) войск Временного Сибирского правительства.
С 1 января 1919 прикомандирован к управлению дежурного генерал-квартирмейстера. Генерал-майор (31.10.1918).
Начальник штаба (с 28 апреля 1919), а с 14 июля 1919 года — командир 1-го Средне-Сибирского армейского корпуса. В конце 1919 корпус, понёсший большие потери, был отведён с фронта в Красноярск, а Зиневич был назначен командующим войсками красноярского гарнизона и Енисейской губернии.
В декабре 1919 года Зиневич возглавил мятеж в Красноярске. 23 декабря он совместно с управляющим Енисейской губернии передал гражданскую власть «Комитету общественной безопасности», разделявшему политическую платформу Иркутского Политцентра. Зиневич начал по телеграфу переговоры о перемирии с красными и потребовал того же от отступающих белых войск под командованием В. О. Каппеля. По воспоминаниям П. П. Петрова:
Генерал Зиневич все еще продолжал наивные разговоры о возможности ликвидировать Белое движение мирно, хорошо... подчинением новой власти, созывом “Земского Собора” и т. д.
При одном таком разговоре по телеграфу, кажется последнем, присутствовал и я. Из Красноярска говорил Зиневич, но, видимо, не один, так как чувствовалась разноголосица. Сначала шли уговоры о прекращении пролития крови, о подчинении новой народной власти, которая де выговорила у советской власти гарантии, потом начинались угрозы непропуска, потом просьба о личном приезде Каппеля для переговоров. Ему говорили: предлагайте прямо сдаться советской власти — это будет понятно, а то лепечете какие-то наивности о промежуточной власти, демократической, о гарантиях и пр. В конце концов было заявлено, что предложения будут обсуждаться наличными старшими начальниками. Разногласий у нас по этому вопросу, конечно, не было; вопрос шел, конечно, о подчинении советской власти. Решено было торопиться к Красноярску, чтобы силой заставить пропустить отступающих.
В Красной армии — помощник инспектора пехоты при помглавкоме по Сибири. 15 ноября 1921 года арестован. 13 февраля 1922 года за службу в армии Колчака приговорен чрезвычайной тройкой представительства ВЧК по Сибири к заключению в концлагерь до обмена с Польшей. Однако впоследствии в том же 1922 году Бронислав Зиневич был расстрелян.

## Награды
- Орден Святого Георгия 4-й ст. (ВП 21.06.1915) — за бой 8 февраля 1915 у деревни Ястржембна.
- Георгиевское оружие (ВП 14.11.1916).
- Орден Святого Георгия 3-й ст. (22 июня 1919).